# Adelegg
Adelegg este un munte cu altitudinea de 1.118 m deasupra n.m. care face parte din categoria Mittelgebirge. El face parte din prelungirea prealpină din nordul Alpilor, situat în regiunea Westallgäu landul Baden-Württemberg și Bavaria din sudul Germaniei.

## Date geografice
Adelegg este situat într-o regiune păduroasă la sud est de Alpii Allgäu în districtul Ravensburg și o parte mai mică în districtul Oberallgäu între localitățile Leutkirch im Allgäu, în nord Kempten (Allgäu), la est Weitnau la sud și Isny im Allgäu la vest.

## Vârfuri
- Schwarzer Grat (1.118 m)
- Raggenhorn (1.056 m)
- Hokopf (1.035 m)
- Wegmannshöhe (1.032 m)
- Ochsenkapf (1.012 m)
- Rudershöhe (1.009 m
- Heidenkopf (918 m)
- Kapf (886 m)

## Ape curgătoare mai importante
- Eschacher Weiher situat la sud-est
- Eschach (Aitrach) la nord
- Untere Argen la sud